# Santo Cristo del Zapato
El Santo Cristo del Zapato es una imagen de Cristo vestido de Sacerdote acompañada de los patrones de Pinos del Valle, San Roque y San Sebastián, que se venera en Pinos del Valle desde el 9 de octubre de 1791 a devoción de Don José Nicolás Orbe que era vicario hijo del pueblo, tío del cardenal Binel y Orbe. 
Se encuentra en una ermita con una gran cruz en lo más alto del cerro de Chinchirina (recientemente rehabilitada después de que le cayera un rayo en febrero de 2009). Esta imagen es distinta a todas las demás de cristo crucificado en las que se contemplan la desnudez, las heridas, el dolor, la agonía y la muerte. En esta imagen se le ve en la cruz, pero vivo, su expresión no es de dolor es de paz y serenidad, con los ojos abiertos mirando al mundo con misericordia. La corona no es de espinas sino de rey. No está desnudo sino vestido con alba y estola significando que es el sumo sacerdote, pontífice entre dios y los hombres. 

## Celebración de la fiesta
En Pinos del Valle, se celebra su fiesta el 3 de mayo precedida de un quinario de Eucaristías. El domingo anterior al 28 de abril se baja de la ermita al templo del barrio alto donde se acoge con una celebraciòn de la palabra y el día 28 comienza el quinario. El 2 de mayo por la noche, al terminar el quinario, se baja al templo del barrio bajo, allí el día 3 se celebra con gran solemnidad la Eucaristía y a continuación después de llevarlo en procesión por las calles del pueblo se vuelve a subir en romería a su ermita.
- Datos: Q6121337